# Weehawken

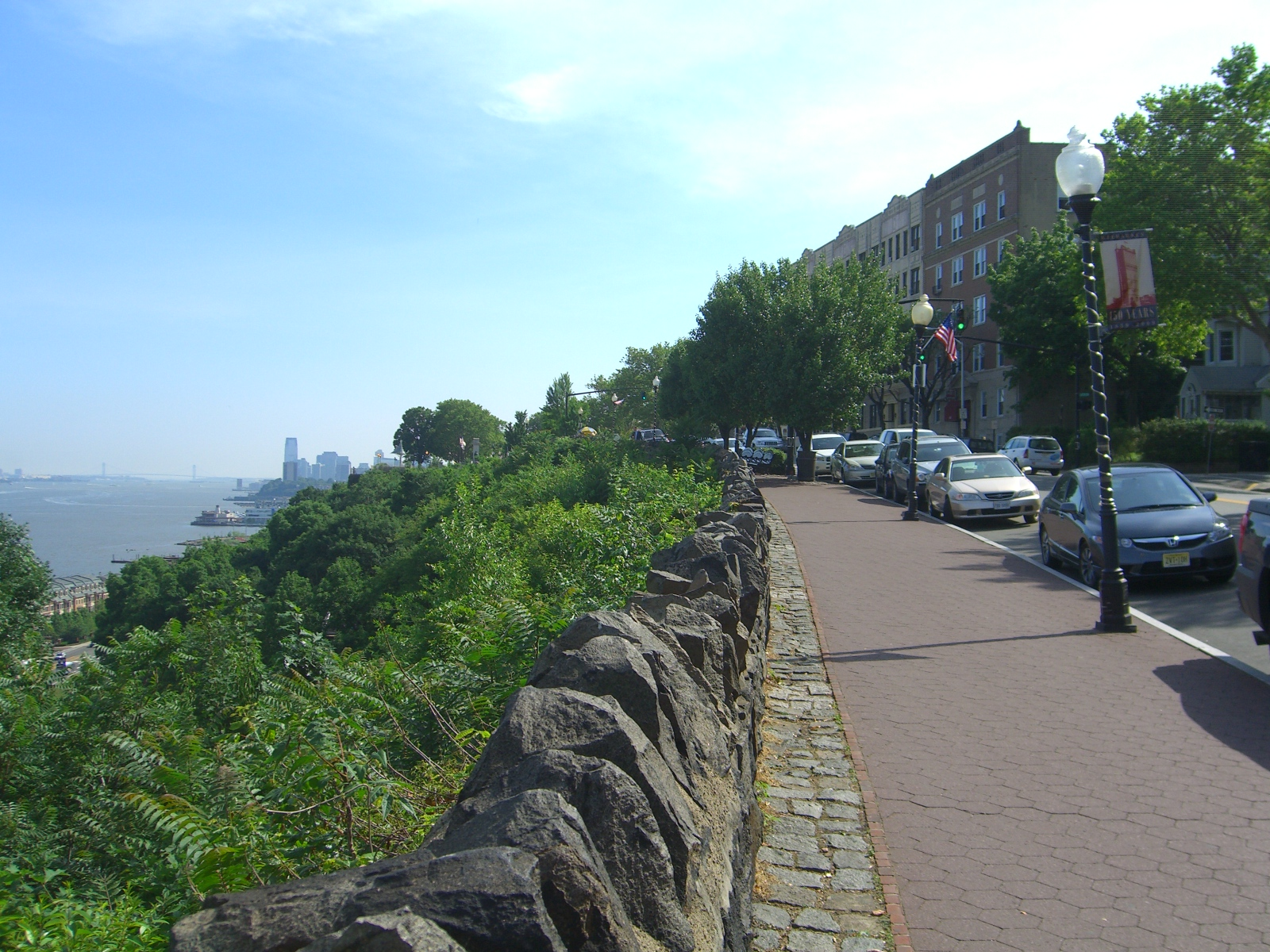
Boulevard East

Weehawken är en kommun (township) i Hudson County i nordöstra delen av den amerikanska delstaten New Jersey, med 12 554 invånare vid 2010 års folkräkning och en yta på 3,8 kvadratkilometer, varav 2,1 land. 

## Geografi
Weehawken utgör en tätbefolkad förstad till New York och ligger i den centrala delen av New Yorks storstadsregion på västra sidan av Hudsonfloden, mitt emot Manhattan. Kommunen är en av de mest tätbefolkade i New Jersey och hela USA.

## Sevärdheter
Som turistmål är platsen mest känd för sina vidsträckta vyer över Manhattan och Upper New York Bay från toppen av klippbranten New Jersey Palisades.

## Historia
Weehawken var under början av 1800-talet en ofta använd plats för duellanter att mötas utanför New York, och platsen är historiskt känd för att USA:s vicepresident Aaron Burr dödligt sårade finansministern Alexander Hamilton i en duell här 11 juli 1804. Hamilton avled följande dag av sina skador, och platsen utmärks idag av ett minnesmärke vid Hamilton Park.
2009 tvingades en Airbus 320, US Airways Flight 1549, nödlanda på Hudsonfloden vid Weehawken. Alla ombordvarande kunde räddas av lokal räddningstjänst, bogserbåtar och färjor som befann sig på platsen.

## Kommunikationer
Den västra änden av Lincolntunneln under Hudsonfloden som sammanbinder New Jersey med Manhattan finns i Weehawken, och är här skyltad som New Jersey State Route 495. Vägen ansluter västerut till New Jersey Turnpike och Interstate 95. Den nord-sydliga spårvägen Hudson–Bergen Light Rail sammanbinder orten med andra städer i Hudson County, Bergen County och New York via Hobokenterminalen.